# Beaulieu, Ardèche
Beaulieu là một xã ở tỉnh Ardèche, vùng Auvergne-Rhône-Alpes ở đông nam nước Pháp.